# Silvano Estacio Mina
Silvano Denilson Estacio Mina (Guayaquil, 29 de abril de 2002), conocido como Silvano Estacio Jr., es un futbolista ecuatoriano que juega de centrocampista en Daquilema de la Segunda Categoría de Ecuador.

## Trayectoria
Realizó las formativas en Emelec, disputando campeonatos juveniles. Posteriormente fue removido al Rocafuerte, filial del bombillo donde estuvo aproximadamente dos meses, hasta mediados de 2020 cuando fue ascendido al plantel principal, logrando debutar el 11 de noviembre por el campeonato ecuatoriano en la victoria 6-0 de su equipo ante Liga de Portoviejo.
En agosto de 2021 fue cedido a préstamo al Guayaquil Sport de la Serie B.
En la temporada 2022 vuelve a ser cedido a préstamo, esta vez al Manta Fútbol Club de la Serie B.

## Selección nacional

### Categorías inferiores
Fue internacional con las selecciones sub-15 y sub-17 de Ecuador, logrando con esta última participar en el mundial sub-17 de 2019.

#### Participaciones en Sudamericanos
| Campeonato                  | Sede      | Resultado    | Partidos | Goles |
| --------------------------- | --------- | ------------ | -------- | ----- |
| Sudamericano Sub-15 de 2017 | Argentina | Primera fase | ¿?       | ¿?    |

#### Participaciones en Copas del Mundo
| Campeonato                  | Sede   | Resultado        | Partidos | Goles |
| --------------------------- | ------ | ---------------- | -------- | ----- |
| Copa Mundial Sub-17 de 2019 | Brasil | Octavos de final | 1        | 0     |

## Clubes
| Club             | País    | Año       |
| ---------------- | ------- | --------- |
| Emelec           | Ecuador | 2018-2020 |
| Rocafuerte F. C. | Ecuador | 2020      |
| Emelec           | Ecuador | 2020-2021 |
| Guayaquil Sport  | Ecuador | 2021      |
| Manta F. C.      | Ecuador | 2022      |
| Guayaquil City   | Ecuador | 2023      |
| Daquilema        | Ecuador | 2023-act. |

## Vida privada
Es hijo del exfutbolista Silvano Estacio.